# ザ・グレイル・ハンター
『ザ・グレイル・ハンター』（THE GRAIL HUNTER）はウルフ・チームが制作した PC-98用ロールプレイングゲームである。
本作は1994年12月22日にリリースされた。ハードディスク専用。
2017年3月21日にはプロジェクトEGGにて配信された。

## システム
町での聞き込みとダンジョンクリアでクエストをこなしながら聖杯の欠片を探すことがゲームの目的である。

### ダンジョン自動作成
ダンジョンは自動作成機能でダンジョンデータはハードディスクに書き込まれる。いわゆるローグライクゲームである。

### 人物相関図
ソシオグラム。パーティ4人各人とライバルパーティー8人との人間関係が表示される。
友好、中立、敵対関係が線の色で示され、隠された過去としてどういう仲であるかが文字で示される。例えば生き別れになった兄弟など。

### 三つ巴戦闘
自パーティーとライバルパーティーとモンスターの三つ巴戦闘。

### 聖杯の欠片
各地で入手できる欠片をパズルのように組み合わせて聖杯を再生する。欠片には偽物も存在する。

## ストーリー
王国クレイランド。聖杯の力で統べられた150年の平和が続いたこの国にある大事件が起きた。ある晩、宝物殿に保管されていた聖杯が欠片となって散在してしまったのだ。4代目王は聖杯を取り戻すべく様々な冒険者に捜索を依頼する。

### ストーリーについて
このストーリーベースは
ファンタジーに詳しい人ならアーサー王伝説を連想するかもしれないね。—ログイン 1995年 No.4 216P
と指摘された。

## キャラクター

### パーティキャラクター
アシュトン・カミングス
17歳 男性 剣士
勇者にあこがれる少年。私欲ではなく国のために尽くす騎士道精神をモットーとしている。
ポプリ・コーネリアス
16歳 女性 魔法使い
魔法使いの少女。宮廷魔術師だった彼女の父は敵対する魔術師の陰謀により投獄された。父を救い出すことが彼女の目的。アシュトンとは友達関係。
ランゲル・シルバーストーン
30歳 男性 盗賊
没落貴族出身の青年。世の中金が全てという考えを持っている。しかし、冒険の目的は凶悪犯の撲滅。アシュトンとは遠い親戚。
タロ（タロ・ビッグマグナム）
6歳 オス 犬
犬。アシュトンの相棒。

### ライバルキャラクター
パーティーインして仲間になることがあるが聖杯を見つけた場合など敵対戦闘をすることがある。
レイジー・アームストロング
26歳 男性 王宮騎士
自信過剰の勇者精神で聖杯を探索する。
サファイア・フェアチャイルド
25歳 女性 ダンサー
聖杯探索の目的は永遠の若さ。
ピエ～ル・ベルモンド
25歳 男性 バ～ド
2枚目ながらナルシシズムが鼻につく青年。自分にしか興味がないので聖杯に興味を持っていない。
プラム・プリム・プルム
年齢不明 女性 フェアリー
見た目は可愛いが性格が悪い。聖杯探索の目的は人間になること。
ジェフ・ポーン
18歳 男性 魔法使い
お坊ちゃま。祖母に命じられて聖杯探索をしている。
アンジェラ・ベルナール
20歳 女性 剣士
暴れん坊剣士。ジェフが心配でついている。聖杯にあまり興味はない。
ニーナ・パテントン
19歳 女性 賢者
大金獲得のために聖杯探索をしている。すごい訛りで話す。眼鏡を外すと美人。
アレキサンダー
年齢不明 男性 ドラゴニアン
エルフよりも珍しいとされるドラゴン族の1人。

### ゲストキャラクター
中立キャラクター。パーティインして戦闘で協力する。敵対の戦闘はしない。
一匹狼のジョー（スティーブ・オーキンレック）
40歳 男性 一匹狼
謎の虚無僧
年齢不明 性別不明 謎の虚無僧
実は若い女性だという噂も。
クオレ・マーガレット
10歳 女性 薄幸の美少女
リンリン・リー
17歳 女性 金持ち
六元屋ぶんざえもん
41歳 男性 商人

### その他のキャラクター
英雄王クレギュラム＝クレイ王
聖杯の力でクレイランドを統一した王。聖杯探索を命じたのは4代目王。
大臣
嫌味な男。

## 評価
ゲームの味付けはコミカルだがシステムや操作性そしてゲームの面白さは従来のRPGに優るとも劣らない出来（いやマジで）—ログイン 
1995年 No.4 216P
なかなか実験的な作品。一方、練りこみが甘いところがあり、戦闘アニメも冗長。—GAME BLAST 1995年3月号
39P